# (9251) Harch
(9251) Harch (4896 P-L) – planetoida z pasa głównego asteroid okrążająca Słońce w ciągu 5,47 lat w średniej odległości 3,1 j.a. Odkryta 26 września 1960 roku.